# Лавкрафт: Страх неизведанного
«Лавкрафт: Страх неизведанного» (англ. Lovecraft: Fear of the Unknown) — документальный фильм 2008 года об американском писателе Говарде Филлипсе Лавкрафте, который снял Фрэнк Вудворд.

## Сюжет
Фильм исследует жизнь, работу и ум создателя мастера ужасов и создателя Мифов Ктулху. В фильме представлены интервью с Гильермо дель Торо, Нилом Гейманом, Джоном Карпентером, Питером Штраубом, Кэтлин Р. Кирнан, Рэмси Кэмпбеллом, Стюартом Гордоном, С. Т. Джоши, Робертом Прайсом и Эндрю Мильоре.
Джон Карпентер признается, что является последователем Лавкрафта и говорит о его влиянии на культуру. Гильермо Дель Торо отмечает, что в ранних рассказах Лавкрафт обнаружил свое неравнодушие к вычурным гротескным описаниям и обилию прилагательных. Часто критики недолюбливающие Лавкрафта упрекают его в однообразности литературного стиля, основным признаком которого называют использование многочисленных определений и синонимов. Нил Гейман считает, что в зрелом возрасте Лавкрафт начал писать произведения, в которых сложился многословный архаичный стиль. В рассказе «Крысы в стенах» Лавкрафт обыгрывает классические штаммы готического романа и передает пугающую атмосферу, где заметен мотив геологического времени. В течение 1924 года Лавкрафт пытается найти свой собственный стиль и избавляется от избытка синонимов и прилагательных, улучшая структуру письма. В рассказе «Зов Ктулху» Лавкрафт начал использовать отчеты, газетные вырезки, записи из дневника, которые демонстрируют прием журналистики в произведении, которое составлено из эпизодов, что подобраны в своеобразной, почти модернисткой манере. Этот метод создает определенную мистическую ауру вокруг произведения, так же как и «Некрономикон». В 1928 году Лавкрафт тратит более чем год, чтобы совершенствовать свой художественный стиль и избавиться от влияния стиля Эдгара По и Эдварда Дансени. Его язык делается менее архаичным, а места действий и время приобретают большую актуальность. В его работах появляется большая конкретность и детальное описание невообразимых инопланетян.

## Выпуск
Фильм был выпущен на Blu-ray и DVD в США 27 октября 2009 года. 

## Отзывы и награды
Джонни Бутан с веб-сайта Dread Central дал фильму 4 балла из 5, назвав его «надежным документальным фильмом, который обязательно понравится всем: от случайных читателей Лавкрафта до самых ярых его поклонников».
Фильм получил награду за лучший документальный фильм на Международном фестивале независимого кино Comic-Con 2008 года. Он был показан на: Cinema Du Parc в сотрудничестве с фестивалем Fantasia 2008 года; Фестивале фильмов ужасов в Эри, 2008 года; Фестивале Рохо Сангре в Буэнос-Айресе, 2008 года; Фестивале фильмов ужасов Shriekfest 2008 года; Кинофестивале Лавкрафта 2008 года; TromaDance 2009 года и Порту-Алегри, бразильском фестивале Fantaspoa 2009 года.